# Conrado de Piacenza
Conrado de Piacenza o Conrado Confaloneri (Calendasco, 1290 - Noto, 19 de febrero de 1351), fue un ermitaño y abad italiano del siglo XIV, perteneciente a los terciarios franciscanos, venerado como santo por la Iglesia Católica. Su memoria litúrgica es el 19 de febrero.

## Hagiografía
Conrado nació en Calendasco, en un feudo de su familia, los nobles milaneses Confaloneri quienes vivían a las órdenes del emperador del Sacro Imperio.
Siendo miembro de la nobleza milanesa, Conrado se dedicó a la cacería y a las armas, siendo la caza una obsesión para él. Muy joven contrajo nupcias con una rica joven aristócrata llamada Eufrosina de Lodi.
Se atribuye su conversión a la vida contemplativa, a un incendio que provocó en una de sus faenas de caza, que se descontroló y arrasó el sector. Conrado y su comitiva huyeron sigilosamente del lugar para no ser inculpados, cosa que le trajo la desgracia a un hombre de escasos recursos quien fue acusado, y condenado por las autoridades a indemnizar a los damnificados, y quien finalmente terminó muerto porque no podía pagar los daños que se le habían imputado.
Conrado, horrorizado con este hecho, se presentó ante el gobernador, Señor de Milán Galeazzo Visconti, y se comprometió a pagar los daños, cosa que los dejó a él y su esposa en la miseria.